# جيمس سيوارد
كان جَيْمس إل. سِوَرْد (11 أغسطس 1951 - 27 يوليو 2024) سياسيًا أمريكيًا وكان عضوًا جمهوريًا في مجلس الشيوخ بولاية نيويورك من عام 1987 إلى عام 2020. انتُخب سِوَرْد أوّل مرة لتمثيل المنطقة الخمسين في عام 1986. في فترته الأخيرة، مثل المنطقة 51، والتي تتكون من مقاطعات شوهاري، وأوتسيجو، وكورتلاند، بالإضافة إلى أجزاء من مقاطعات تومبكينز، وهيركيمر، وتشينانجو، وكايوجا، وديلاوير، وأولستر.

## النّشأة والمهنة
وُلِد سِوَرْد في أونونتا، نيويورك، وتلقى تعليمه في مدارس أونونتا العامة. ثم التحق بكلية هارْتوِك في أونيونتا وتخرج بدرجة البكالوريوس في العلوم السياسية. درس أيضًا في معهد نيلسون روكفلر التابع لجامعة ولاية نيويورك في ألباني.
شغل سِوَرْد منصب قاضي بلدة ميلفورد ورئيس اللجنة الجمهورية في مقاطعة أوتسيجو. كان مندوبًا في المؤتمر الوطني للحزب الجمهوري في أعوام 1976 و1980 و1988، وكان أيضًا مندوبًا بديلًا في عام 1996. كان سِوَرْد وزوجته سينثيا (ني ميلافيك) يقيمان في مِلفُرد، نيويورك. كان لدى عائلة سِوَرْد طفلان بالغان، رَيَان ولورين.

## عمله مجلس الشيوخ
انتُخب سِوَرْد لعضوية مجلس الشيوخ في عام 1986 وعُيّن رئيسًا للجنة الطاقة والاتصالات بمجلس الشيوخ. في عام 1999، أصبح سِوَرْد رئيسًا للجنة الدائمة للتأمين بمجلس الشيوخ.
في عام 2007، طلب زعيم الأغلبية السابق في مجلس الشيوخ جوزيف برونو من سِوَرْد أن يتولى منصبًا في فريق قيادة مجلس الشيوخ زعيمًأ للأغلبية. في عام 2011، طلب منه زعيم الحزب الجمهوري في مجلس الشيوخ دين جي سكيلوس تولى منصب مساعد زعيم الأغلبية في عمليات المؤتمر.
صوّت سِوَرْد ضد مشروع قانون زواج المثليين في 2 ديسمبر 2009؛ وتم رفض مشروع القانون. صوت ضد التشريع الذي يسمح بزواج المثليين في نيويورك مرة أخرى في عام 2011، ولكن مُرّر مشروع القانون بأغلبية ضئيلة 33-29 صوتًا.
في نوفمبر 2019، أعلن سِوَرْد أنه يتلقى العلاج من تكرار الإصابة بسرطان المثانة. في يناير 2020، أعلن أنه لن يترشح لإعادة انتخابه.

## وفاته
توفي سِوَرْد بالسرطان في 27 يوليو 2024، عن عمر يناهز 72 عامًا.

## روابط خارجية
- مجلس شيوخ ولاية نيويورك: موقع جيمس إل. سِوَرْد لمجلس شيوخ ولاية نيويورك
- الموقع الشخصي لمجلس الشيوخ لجيمس إل. سِوَرْد
- مرات الظهور على سي-سبان